# Чередий, Николай Филиппович
Николай Филиппович Чередий (укр. Микола Пилипович Чередій; 20 ноября 1927, Павлыш, Кременчугский округ — 14 октября 1981, Кременчуг, Полтавская область) — передовик производства, мастер Крюковского вагоностроительного завода Министерства тяжёлого, энергетического и транспортного машиностроения СССР, Полтавская область, Украинская ССР. Герой Социалистического Труда (1966).

## Биография
Родился 20 ноября 1927 года в селе Павлыш в многодетной крестьянской семье. Окончил шесть классов средней школы. В 1943 году поступил в школу фабрично-заводского обучения при Крюковском вагоностроительном заводе. С февраля 1945 года трудился столяром на этом же заводе. После окончания курсов литейщиков на заводе имени Сталина в Кременчуге работал формовщиком, заливщиком и стерженщиком в чугунолитейном цехе Крюковского вагоностроительного завода. В 1957 году получил среднее образование в школе рабочей молодёжи № 2 в Кременчуге.
В 1950 году был назначен мастером чугунолитейного цеха. Неоднократно выезжал в командировки на другие металлургические предприятия, где изучал передовые технологии производства. Применял передовой опыт на своём участке. Во время седьмой пятилетки (1959—1965) участок, который возглавлял Николай Чередий, произвёл 124 тонн литья. Производительность труда на участке выросла в 1,5 раза, себестоимость продукции снизилась на 5,7 %. В 1966 году удостоен звания Героя Социалистического Труда «за выдающиеся заслуги в выполнении заданий седьмой пятилетки и достижение высоких технико-экономических показателей».
В 1953 году вступил в КПСС. Активно участвовал в партийной работе коммунистической организации Крюковского вагоностроительного завода. Избирался делегатом XXIII съезда КПСС.
В 1968 году был назначен старшим мастером. В 1978 году вышел на пенсию. Проживал в Кременчуге, где скончался в 1981 году после продолжительной болезни. Похоронен на Костромском кладбище Кременчуга.
Память
В Кременчуге в парке Мира на аллее Героев увековечено его имя.

## Награды
- Герой Социалистического Труда — указом Президиума Верховного Совета СССР от 9 июля 1966 года
- Орден Ленина
- Медаль «В ознаменование 100-летия со дня рождения Владимира Ильича Ленина»
- Отличник социалистического соревнования РСФСР (1964)